# Премія Кройцфельда
Премія Кройцфельда (нім. H. G. Creutzfeldt-Arzneimittel-Preis) — щорічна премія за досягнення в галузі фармакології, заснована Інститутом імені Кройцфельда (місто Кіль, Німеччина). Названа на честь видатного німецького вченого в галузі неврології Ганса-Герхарда Кройцфельда (1885–1964). Премією нагороджуються найкращі розробки лікарських засобів, що пройшли конкурсний відбір незалежною експертною комісією.

## Кретерії відбору
1. Оцінка препарату клініцистами при тривалому його використанні.
2. Наявність ризику віддалених ускладнень.
3. Підтверджена ефективність і безпечність препарату під час довготривалих клінічних випробувань.
4. Можливість комбінування з іншими лікарськими засобами.
5. Можливість застосування препарату особами похилого віку та хворими з численними супутними захворюваннями.
6. Внесення препарату до переліку лікарських засобів ВООЗ.
7. Фармакоекономічні аспекти.

## Препарати, удостоєні премії Кройцфельда
- 2006 рік — Хлоралдурат (G. Pohl-Boskamp GmbH & Co. KG)[1].
- 2010 рік — Манініл (Berlin-Chemie)[2].